# Supermarkt

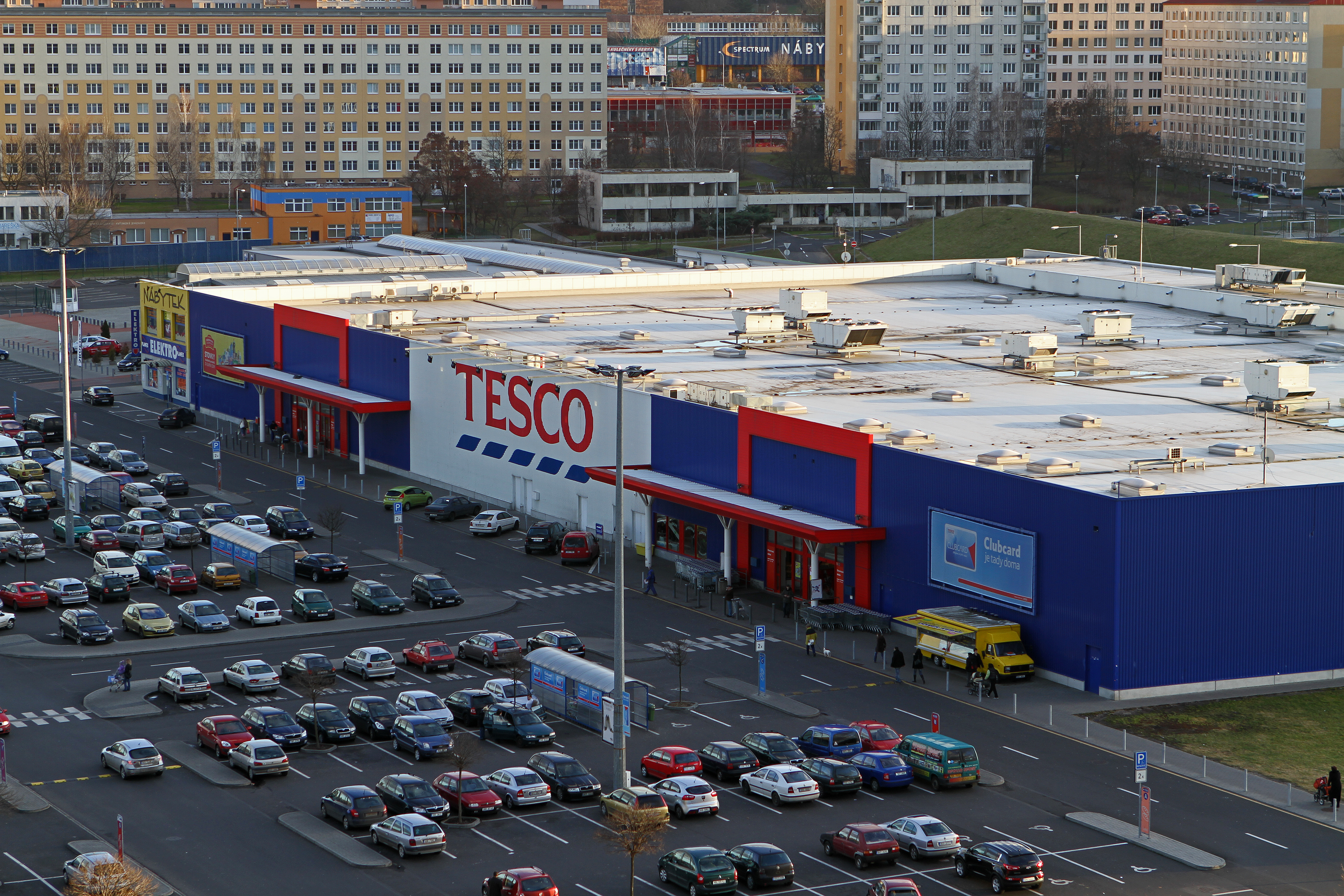
Tesco Supermarkt in Most (Tschechien)

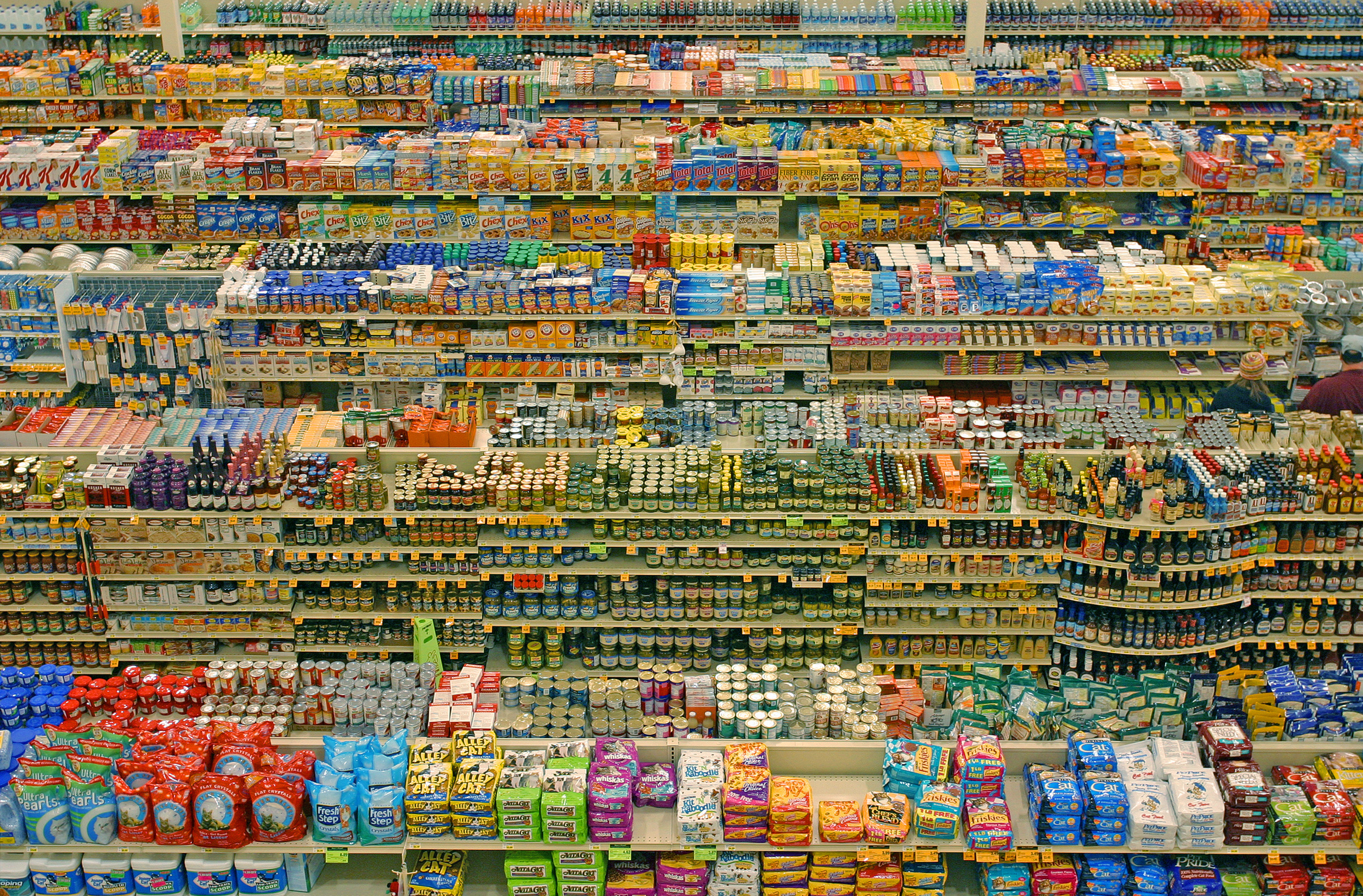
Supermarkt in Portland, Oregon, USA

Ein Supermarkt (von lateinisch super, „über, oberhalb, über...hinaus“ und lateinisch mercatus „Handel“; englisch super market), im Gebiet der ehemaligen DDR auch Kaufhalle genannt, ist eine Form des Einzelhandels mit großen Verkaufsflächen, auf denen Handelswaren zur Selbstbedienung für Kunden angeboten werden.
Discounter sind heute oft ähnlich wie Supermärkte, aber im Niedrigpreissegment angesiedelt und mit geringerer Sortimentstiefe und -breite. Supermärkte bieten oft mehr Produktvielfalt und Einkaufserlebnis.

## Begriffsbestimmung
Als Supermarkt werden Lebensmitteleinzelhandels-Geschäfte, also eine Betriebsform, mit einer Verkaufsfläche von mindestens 400 m² und weniger als 1500 m² bezeichnet, die Lebensmittel einschließlich Frischwaren in Selbstbedienung führen und in denen der Anteil der Verkaufsfläche für Erzeugnisse, die nicht für den Verzehr gedacht sind, nicht über 25 Prozent liegt. Noch größere Verkaufslokale werden als Verbrauchermarkt bezeichnet.
Nach der Entnahme der Waren durch den Kunden bezahlt der Kunde diese an zentralen Kassen. Neben herkömmlichen Kassen können auch Selbstbedienungskassen eingesetzt werden. Preise sind an der Ware ausgezeichnet, sie werden nicht ausgehandelt. Preisnachlässe oder Verkaufszugaben werden in der Regel, außer an eine im Voraus festgelegte Kundengruppe, wie Inhaber von Kundenkarten, nicht gewährt. Es werden auch keine Kredite an Kunden eingeräumt, man kann nicht „anschreiben“. Waren werden überwiegend in abgepackter Form mit bestimmten Füllmengen feilgeboten. Obst, Gemüse oder andere lose Ware muss entweder der Kunde selbst wiegen oder diese werden, sofern vorgesehen, durch die Belegschaft an speziellen Wägeplattformen an der Kasse abgewogen.
In der DDR war der Begriff Supermarkt ungebräuchlich. Stattdessen wurde der Begriff Kaufhalle für diese Ende der 1960er Jahre entwickelte Verkaufsform genutzt.
Mittlerweile hat sich die Bezeichnung „Supermarkt“ in Domain-Bezeichnungen, jeweils in Verbindung mit einer Beschreibung für eine Warengruppe, auch für Versender im Internet eingebürgert. Diese Versender verschicken oft, aber nicht ausschließlich Lebensmittel. Teilweise werden auch Dienstleistungen erbracht. „Supermarkt“ soll dem Besucher anzeigen, dass es sich um ein Verkaufslokal (Shop) handelt. Teilweise soll es auch suggerieren, dass die Auswahl groß und die Preise günstig sind, was nicht zwingend der Fall sein muss. Beispiele sind Virtueller Supermarkt, Autoteile-Supermarkt, Hotel-Supermarkt, Lastminute-Supermarkt, Reisen-Supermarkt, Glutenfrei-Supermarkt, Gotik-Supermarkt, Teppich-Supermarkt.

## Organisation
Die große Verkaufsfläche ermöglicht im Gegensatz zu kleinen Läden ein größeres Sortiment (zwischen 7.000 und 12.000 Artikeln, im Durchschnitt 10.500), so dass neben Lebensmitteln, Genussmitteln, Nahrungsmitteln oder Süßwaren (englisch food) auch Drogerieartikel, Büromaterial oder andere Gebrauchs- oder Verbrauchsgüter (Haushalts- und Schulbedarf; englisch non food) angeboten werden. Trotz des Selbstbedienungsprinzips gibt es auch vereinzelte Bedientheken (für Wurst, Fleisch, Käse). Die Verkaufsfläche besteht aus den Warenregalen, den dazwischen liegenden Kontaktstrecken sowie dem Kassenbereich (englisch frontstore). Hiervon meist baulich getrennt sind die Lagerräume und Verwaltung  (englisch backstore). Die Organisation folgt streng verkaufspsychologischen Regeln, die von der Hintergrundmusik über die Platzierung von Schnell- und Langsamdrehern, Förderung der Impulskäufe bis hin zu Sonderangeboten reichen. Hohe Warenrotation und Reichweite können zuweilen zu Regallücken führen, die jedoch wegen geringerer Kundenzufriedenheit zu vermeiden sind.

## Vertriebsform
Die meisten Supermärkte sind Verkaufslokale einer Handelskette mit vielen gleichartigen Verkaufsstellen. Die einzelnen Verkaufsstellen können Eigentum der Handelsgesellschaft oder im Rahmen eines Franchisevertrags durch selbständige Kaufleute geführt werden. Inhaber von Supermärkten können sich zu einer Einkaufsgemeinschaft (Verbundgruppe) zusammenschließen, um gemeinsam Waren verbilligt zu beziehen. Beispiele für eine Einkaufsgemeinschaft sind Rewe oder Edeka. Bestimmte Supermärkte geben ihre Waren nur oder verbilligt an Kunden ab, die durch Leistung einer Geldeinlage Mitglied des Unternehmens (Genosse) geworden sind (Konsumgenossenschaften).

## Einteilung nach Verkaufsfläche
Dem Supermarkt verwandte Betriebsformen des Lebensmittelhandels sind u. a.
- SB-Warenhaus:  5000 m² aufwärts, im Ausland als Hypermarkt bezeichnet
- Verbrauchermarkt mit 1500–4999 m²
- Lebensmittel SB-Markt mit 200–400 m²
- Lebensmittel SB-Geschäft mit weniger als 200 m²

Eine typische Größe von Verkaufsflächen für die Versorgung eines Stadtviertels oder Dorfes sind 799 Quadratmeter. Einzelhandelsgeschäfte mit einer Verkaufsfläche über 800 Quadratmetern gelten in der aktuellen Praxis und Rechtsprechung in Deutschland als „großflächig“ und sind nur in den Innenstädten (Kerngebieten) sowie in ausgewiesenen sonstigen Sondergebieten zulässig und angebracht. Diese Regelung führte zur Ausgliederung von Abteilungen (sehr oft Getränkemarkt) in formal eigene Geschäfte. Eine detaillierte Auflistung der verschiedenen Betriebsformen siehe auch „Einzelhandel“.

## Unterscheidung nach Sortiment
Bei Supermärkten unterscheidet man nicht nur zwischen verschiedenen Geschäftsgrößen, sondern auch nach dem Umfang des Sortiments. Während große Supermärkte – auch Vollsortimenter genannt – bis zu 40.000 Artikel im Sortiment haben können, sind es bei einigen Discountern nur um die 1.000. Dazwischen gibt es je nach Größe der Ladenfläche und Grundidee des Händlers jede mögliche Abstufung. Auch hinsichtlich des Verhältnisses zwischen Herstellermarken und Handelsmarken unterscheiden sich Supermärkte in ihrem Angebot. Insbesondere Discounter haben einen hohen Anteil an Handelsmarken im Sortiment aufzuweisen. Mit dem zunehmenden Trend zum Biohandel finden sich auch spezielle Biosupermärkte. In Deutschland hat sich die Zahl der durchschnittlich in Supermärkten angebotenen Artikel in den vergangenen 50 Jahren von 3200 (1965) auf 11.600 (2015) annähernd vervierfacht, die Verkaufsfläche mehr als verdreifacht.

## Geschichte

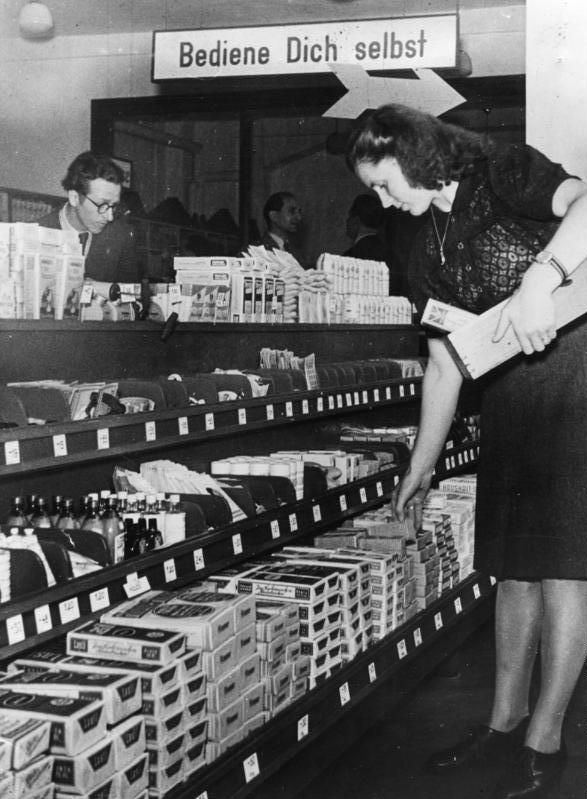
Erster Augsburger Selbstbedienungsladen 1949

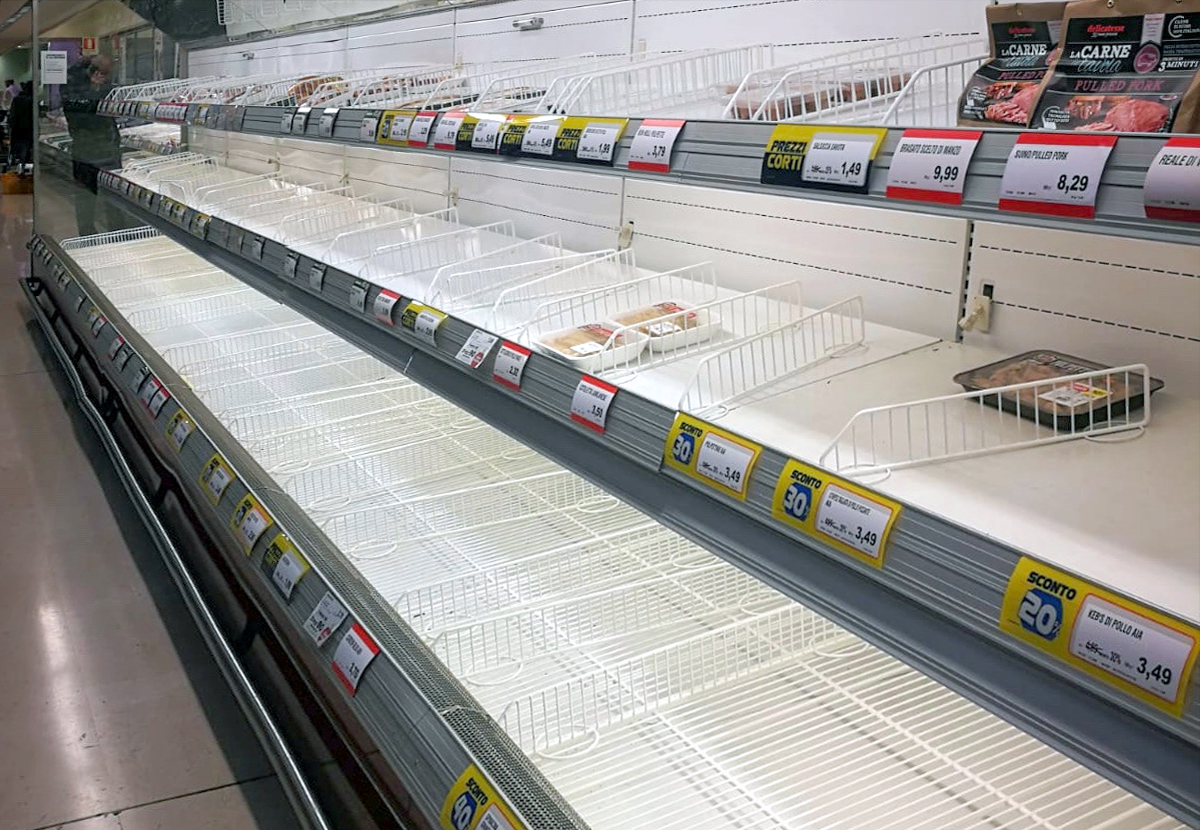
Leere Regale in einem Supermarkt in Bergamo während der COVID-19-Pandemie in Italien

Große Handelsketten für Lebensmittel mit zahlreichen Niederlassungen gab es in den USA spätestens seit 1859, zunächst in New York City. Safeway beispielsweise kopierte die ursprüngliche Geschäftsidee der Great Atlantic and Pacific Tea Company (A&P) und stieg 1915 in die Branche ein. Supermärkte im heutigen Sinne gründete ab 1930 die King-Kullen-Kette. Ihr Name sollte an den damaligen Kinohit King Kong erinnern. Sie eröffnete ihren ersten Laden im August 1930 in einer ehemaligen Autowerkstatt in Queens, New York City. Der selbsternannte Preis-Abwracker führte die Selbstbedienung und das in mehreren Abteilungen präsentierte Lebensmittel-Komplettangebot (Fleisch, Backwaren, Obst und Gemüse) ein. Die Waren „hoch stapeln und zum Niedrigpreis verkaufen“ war sein Motto. Der vormalige Marktführer A&P reagierte zögerlich und verlor die Hälfte seines Marktanteils. Bis 1950 hatte sich der ehemalige Quasi-Monopolist jedoch an die neue Entwicklung angepasst und wenigstens ein Drittel des US-Marktes zurückerobert. Eine neue Herausforderung wurden die großen Einkaufszentren „auf der grünen Wiese“, die Shopping-Malls.
Mit dem Selbstbedienungsprinzip, das vor King Kullen schon die Piggly-Wiggly-Kette eingeführt haben soll, hielten auch fertig abgepackte Waren sowie vermehrt Markennamen Einzug in die Läden.
Die Migros an der Seidengasse in Zürich wurde am 15. März 1948 auf das Selbstbedienungskonzept umgestellt. Es war somit der erste Selbstbedienungsladen der Schweiz. Gottlieb Duttweiler orientierte sich dabei am amerikanischen Vorbild. In den ersten zwei Wochen stieg der Umsatz um 30 %.
In Deutschland wurde 1938 der erste Selbstbedienungsladen als Vorgänger eines Supermarktes von Herbert Eklöh in Osnabrück eröffnet. Zuvor hatte die Hamburger Konsumgenossenschaft Produktion 1926 einen Musterladen zu Demonstrationszwecken eingerichtet.
Erst nach dem Zweiten Weltkrieg ging der Einzelhandel, beispielsweise der Edeka-Verbund um 1954, sukzessive zur Selbstbedienung über. Als einer der ersten Selbstbedienungsläden in Westdeutschland wurde 1949 am Berliner Tor in Hamburg ein Geschäft der Konsumgenossenschaft Produktion eingerichtet. Am 26. September 1957 eröffnete Herbert Eklöh in der Rheinlandhalle in Köln den ersten, nach amerikanischem Vorbild konzipierten Supermarkt mit einer Größe von 2000 Quadratmetern Verkaufsfläche, für damalige Verhältnisse ein gigantisches Geschäft. Er existiert heute nicht mehr. Am 2. Dezember 1958 folgte mit – zu der Zeit immer noch beachtlichen – 1000 Quadratmetern in Essen ein Geschäft der Friedrich Krupp Konsum-Anstalten.
Ab 1959 wurden dann auch andere Produkte neben den Lebensmitteln angeboten.

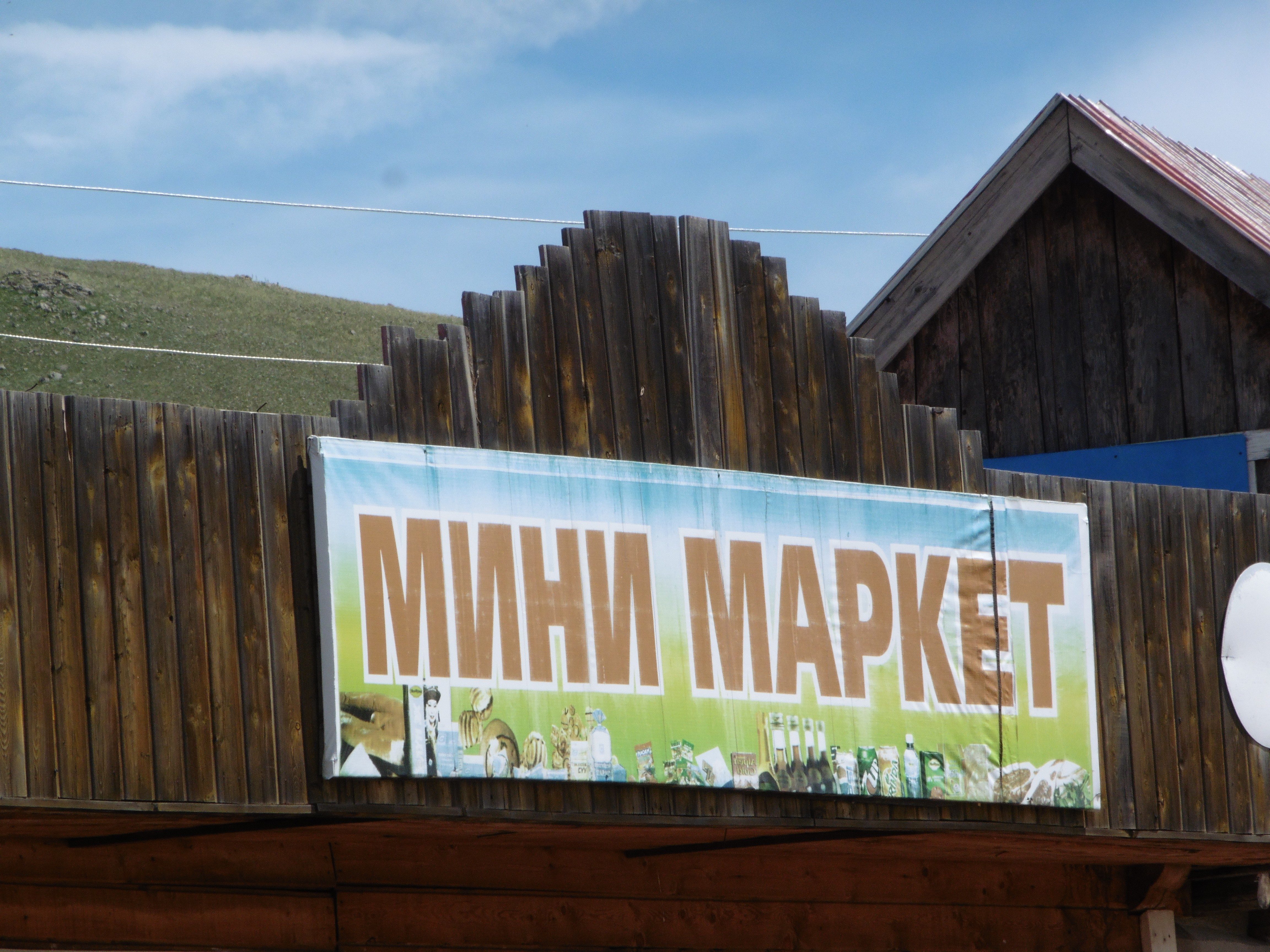
Mini Market in Russland

Als erster Selbstbedienungsladen in Österreich wurde am 27. Mai 1950 der KONSUM in Linz an der Wiener Reichsstraße, heute: Wiener Straße in Linz eröffnet. Ein Slogan lautete: Selbstbedienung spart Zeit.
Der Begriff Supermarkt hat sich weltweit durchgesetzt und wird in ländlichen Gebieten zum Beispiel des gesamten amerikanischen Kontinents auch für kleine Quartierläden verwendet, in welchen der Kunde die Ware zur Theke bringt. Weniger ambitionierte Ladeninhaber verwenden für solche Läden auch die Beschriftung Minimarkt.

## Marketing des Handels

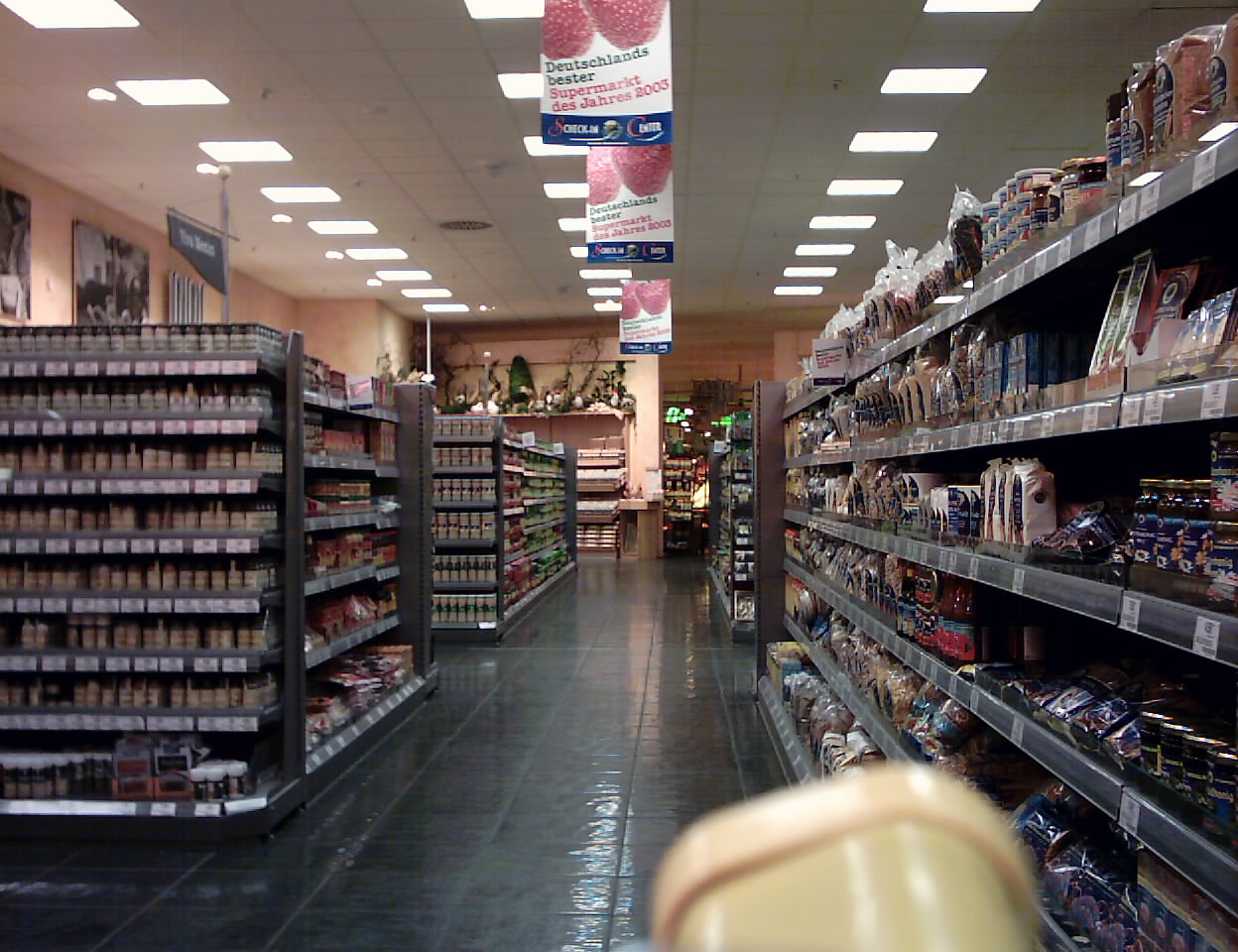
Scheck-In Center in Karlsruhe, Deutschlands Supermarkt des Jahres 2003

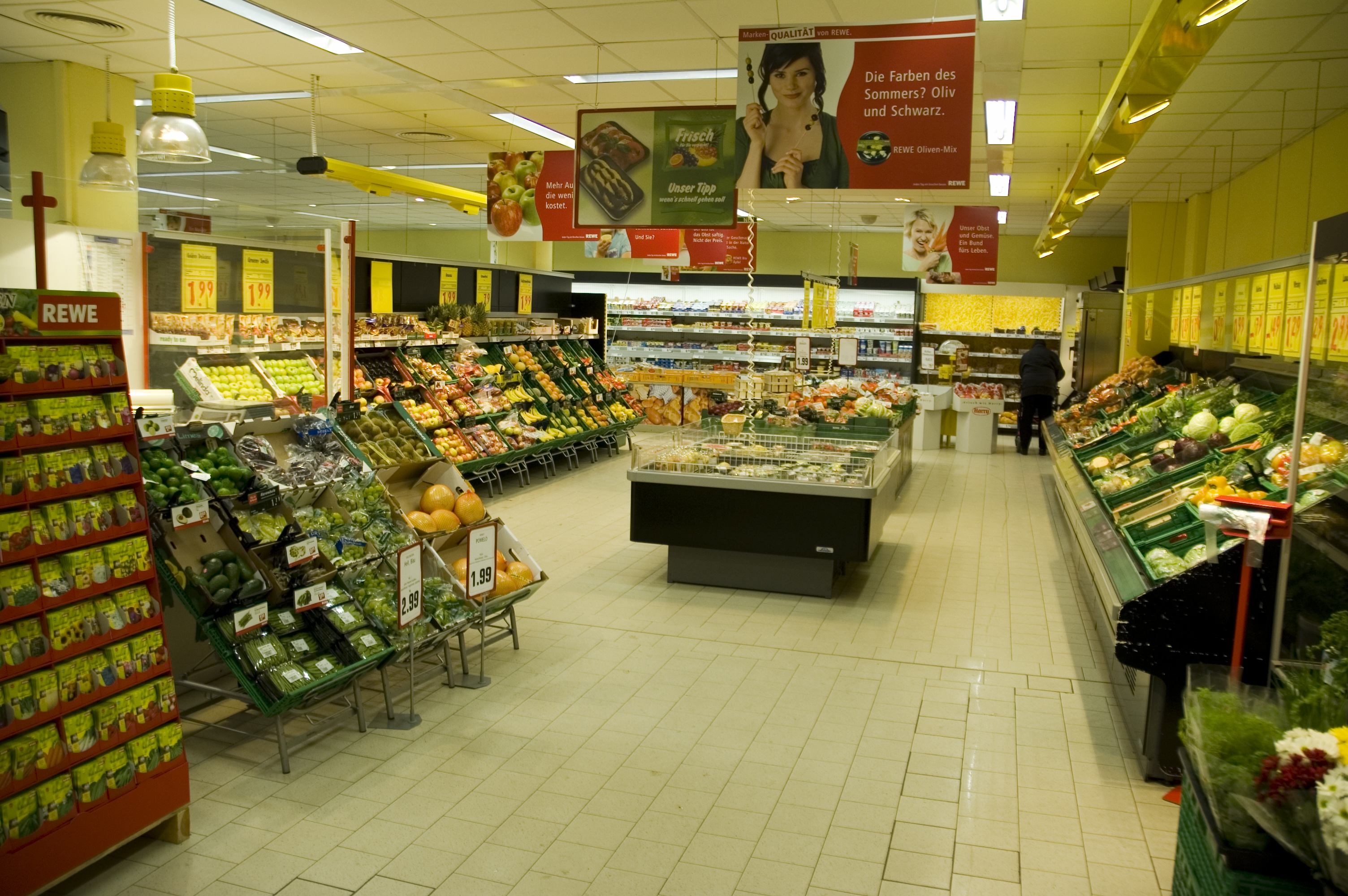
Rewe in Eberswalde (2009)

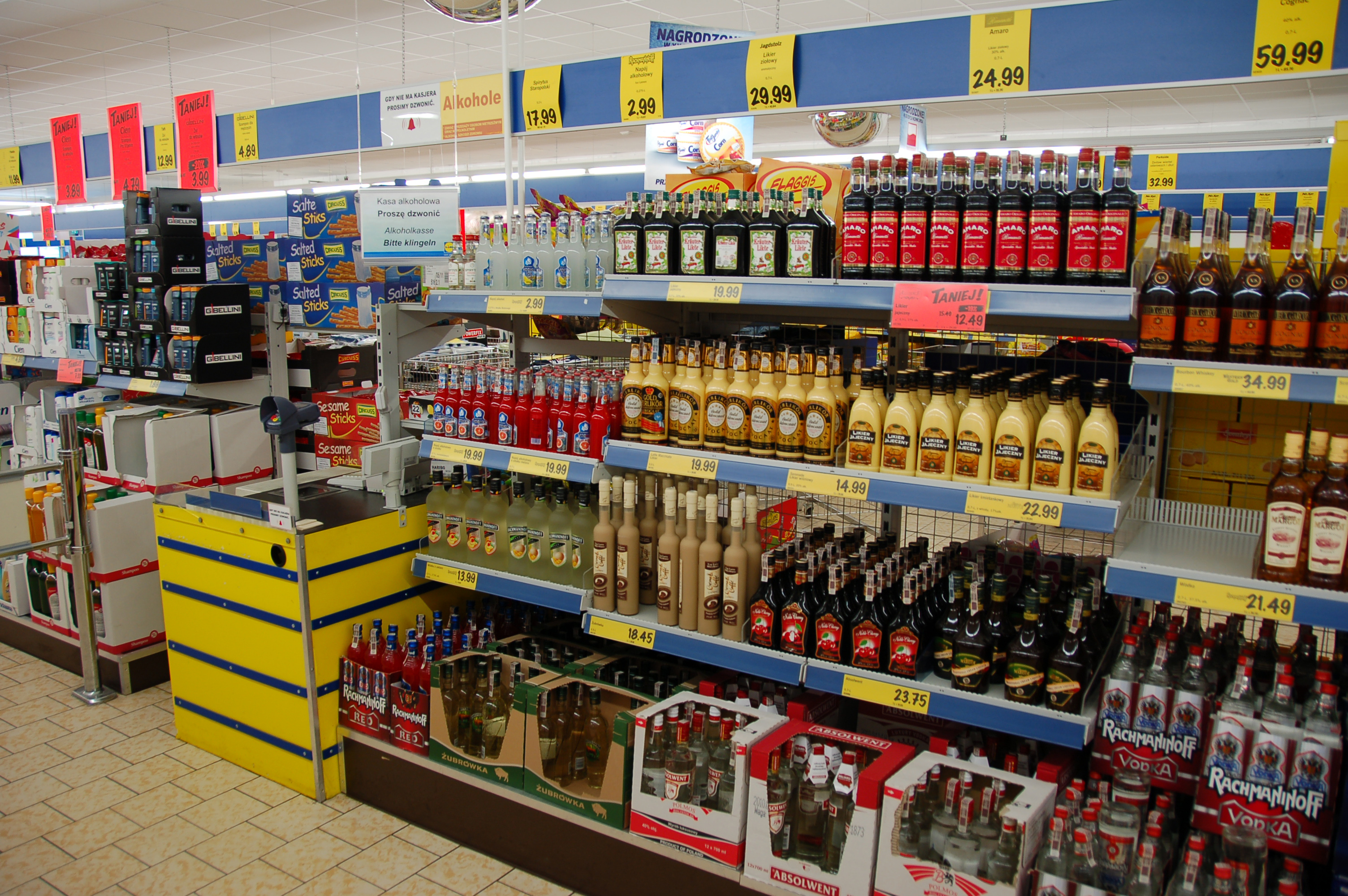
Separate Alkoholkasse in einem Lidl in Słubice, Polen 2010

Die Grundsätze der Verkaufspsychologie werden besonders in Supermärkten von Handelsketten und folgend von anderen Betreibern umgesetzt. Auffälligste Regelung ist, dass Regale nach einem bestimmten Prinzip gefüllt werden. Oben befinden sich nur schwer erreichbare Artikel (Streckzone), in der Mitte befinden sich Produkte, die aufgrund ihrer Ertragsstärke bestmöglich verkauft werden sollen (Sichtzone) und ganz unten stehen Artikel, die einen schwachen Grenzertrag liefern (Bückzone). Gelegentlich nehmen Hersteller Einfluss auf die Händlerentscheidung, in welchem Bereich ein Artikel zu finden sein soll und sind dann je nach Platzierung bereit, unterschiedliche Prämien zu zahlen. Auch feinere Aufteilungen werden verwendet, so nennt die Neue Zürcher Zeitung in einem Fachartikel:
| Bezeichnung | Höhe        |
| ----------- | ----------- |
| Streckzone  | über 180 cm |
| Sichtzone   | 140–180 cm  |
| Greifzone   | 60–140 cm   |
| Bückzone    | unter 60 cm |

Die Sicht- und die Greifzone sind den bekannten und/oder ertragsstärksten Waren vorbehalten. Preisgünstigere Erzeugnisse, Handelsmarken, No Names oder Herstellermarken, deren Warenzeichen wenig bekannt ist, sind meistens in der Streck- oder Bückzone eingeordnet, so dass eine ergänzende Ware bei der Entnahme im Blickfeld steht und zusätzliche Kaufanreize ausgelöst werden. Entscheidungen über Ladengestaltung, Platzierung und Präsentation der Waren im Supermarkt gehören zu den wichtigsten Entscheidungen des Handelsmarketings: „Den mitunter Hunderten von Artikelgruppen müssen nicht nur die zweckmäßigen Raumquantitäten und -qualitäten zugemessen werden (space management), sondern jeder einzelne Artikel muss auch psychotaktisch möglichst optimal platziert werden.“

## Vergleich zwischen Europa und den Vereinigten Staaten

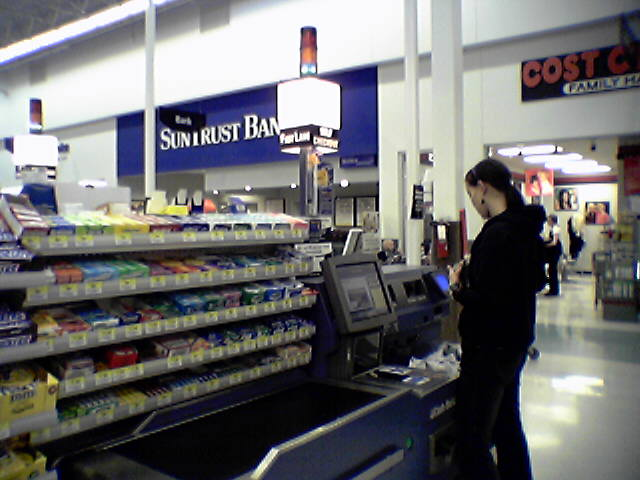
Selbstbedienungskasse in einer amerikanischen Wal-Mart-Niederlassung. Die Kundin scannt ihre Waren hier selbst ein und bezahlt mit der Kreditkarte.

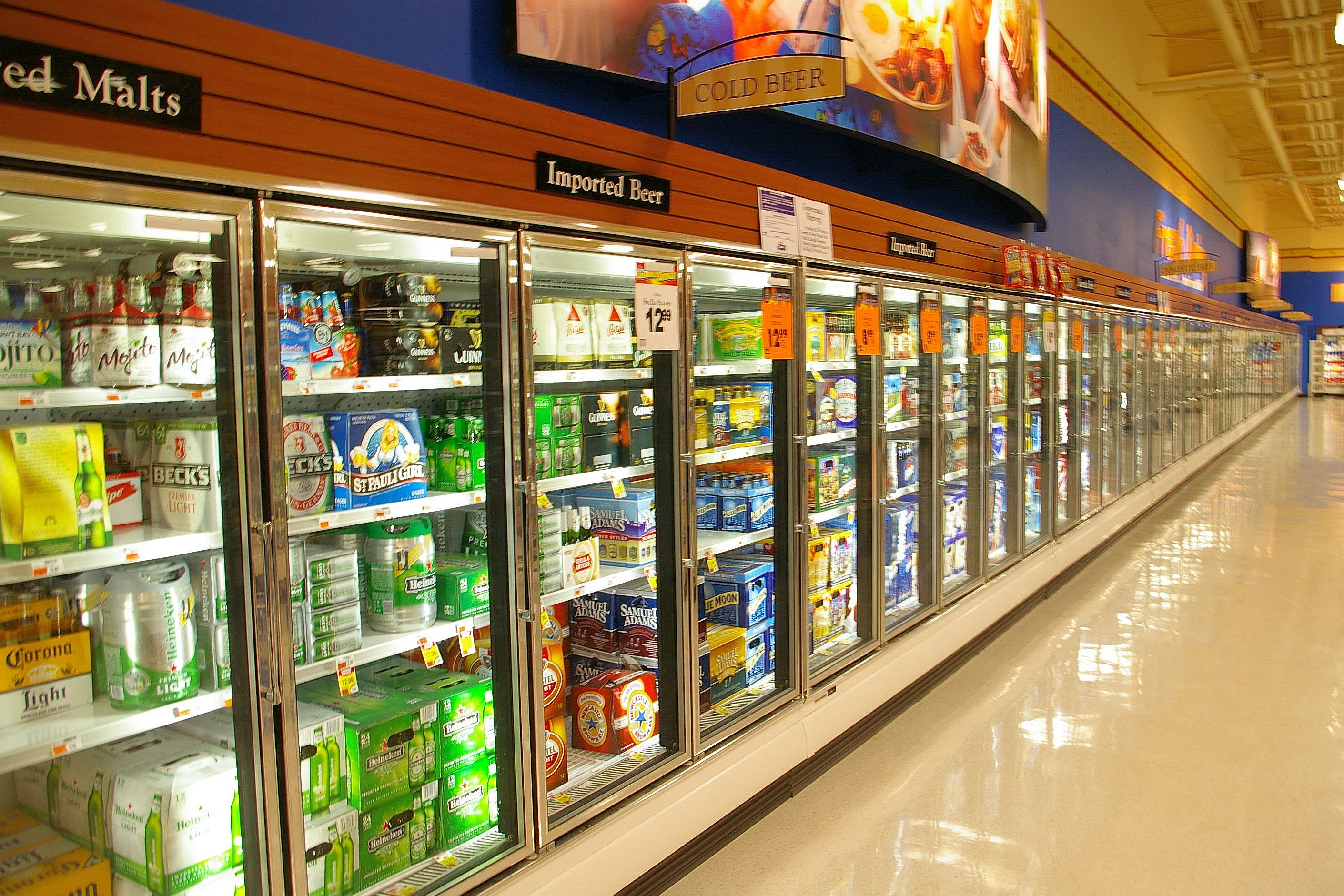
SB-Kühlregal gefüllt mit Bier in einem US-amerikanischen Supermarkt

Vergleichbar mit den europäischen Konsumgenossenschaften sind die Warehouse Clubs, wie Costco, Sam’s Club und BJ’s Wholesale Club. Das sind Supermärkte mit vergleichsweise preiswertem Warenangebot, in denen nur Mitglieder einkaufen können, wobei die Mitgliedschaft gegen eine Gebühr von jedermann erworben werden kann. Discounter dagegen sind in den USA wenig verbreitet, eine Ausnahme bilden die Niederlassungen des Aldi-Konzerns sowie seit 2017 Filialstandorte des Konkurrenten Lidl.
Amerikanische Supermärkte unterscheiden sich von entsprechenden europäischen Märkten insbesondere im Service. So rechnen die Kassierer nicht nur ab, sondern wiegen an der Kasse auch Obst, Gemüse und andere lose Waren ab und verpacken die Ware in Tüten. Manche Supermarktketten (z. B. Tops) bieten ihren Kunden neben herkömmlichen Kassen in einigen Niederlassungen Selbstbedienungskassen, an denen die Kunden ihre Ware selbst einscannen und bargeldlos bezahlen können. In Europa kamen solche Kassen anfangs besonders in Frankreich sowie einzelnen Märkten in der Schweiz (Migros) sowie Deutschland (real) vor. Inzwischen ist auch in anderen Ländern Europas ein Teil der Märkte mit SB-Kassen ausgestattet. In vielen Unternehmen stehen Mitarbeiter zur Verfügung, die älteren Menschen oder Personen mit kleinen Kindern beim Verstauen der Waren im Auto helfen. Üblich sind nicht nur Einkaufswagen mit Kleinkindersitz oder Babyschale, sondern auch Wagen mit Sitzplätzen für zwei Kinder sowie Elektroroller für gehbehinderte Kunden. Die Niederlassungen der meisten großen Supermarktketten sind rund um die Uhr an fast 365 Tagen im Jahr geöffnet. Diese Serviceleistungen führen aufgrund höherer Kosten zu einem Preisniveau, das über dem europäischen, insbesondere über dem Preisniveau in Deutschland, liegt.
Weit verbreitet sind in amerikanischen Supermärkten Kundenkarten (shopper’s club card), mit denen Stammkunden auf ausgewählte Waren Rabatte oder Boni erhalten; es werden häufig auch Kunden-Kreditkarten angeboten.

## Kritik
Die wachsende Zahl von Supermärkten wurde für das Verschwinden der kleinen Einzelhändler und für die verstärkte Abhängigkeit der Kunden vom Auto verantwortlich gemacht. Auch wirkt sich der zunehmende Trend, mit dem Auto zum Supermarkt oder Einkaufszentrum zu fahren, nachteilig auf die Ökobilanz aus.
Weitgehend unbeachtet blieb die Tatsache, dass der Supermarkt die Lebensmittel-Vertriebsform mit dem höchsten Personalkostenanteil darstellt. So liegt der Personalkostenanteil in aller Regel deutlich über 10 % des Brutto-Umsatzes und damit rund doppelt so hoch wie bei einem Lebensmittel-Discounter.

## Film
- Auslaufmodell Supermarkt? | Doku HD Reupload | ARTE. Dokumentarfilm von Rémi Delescluse (F 2021, 87 Min.)
- Supermarkt – die umworbene Kundschaft. Dokumentarfilm, Schweiz, 2005, 30:24 Min., Buch und Regie: Ursula Bischof Scherer, Produktion: NZZ Format, Erstsendung: 24. April 2005 bei SRF 1, Inhaltsangabe von NZZ, (Memento vom 22. Juni 2015 im Internet Archive), online-Video von NZZ Format.